# ويل هير
ويل هير (بالإنجليزية: Will Hare) مواليد 30 مارس 1919 في إلكينز، الولايات المتحدة - الوفاة 31 أغسطس 1997 في نيويورك، هو ممثل أمريكي بدأ مسيرته الفنية سنة 1944. امتدت مسيرته الفنية لأكثر من 53 عاما.

## الأعمال
- السماء بإمكانها الانتظار
- العودة إلى المستقبل

## روابط خارجية
- ويل هير على موقع IMDb (الإنجليزية)
- ويل هير على موقع قاعدة بيانات برودواي على الإنترنت (الإنجليزية)
- ويل هير على موقع قاعدة بيانات الفيلم (الإنجليزية)